# Tour du Sud-Est
Il Tour du Sud-Est è stata una corsa a tappe maschile di ciclismo su strada, disputata nel sud est della Francia con interruzioni dal 1919 al 1983.
Nel corso della sua storia la corsa assunse diverse denominazioni: Circuit de Provence (1919–1920), Circuit du Byrrh (1927–1929), Tour des Provinces du Sud-Est (1955–1957) e Circuit du Provençal (1964–1965).

## Albo d'oro
Aggiornato all'edizione 1983.
| Anno      | Vincitore           | Secondo                         | Terzo                           |
| --------- | ------------------- | ------------------------------- | ------------------------------- |
| 1919      | Alfred Steux        | Gustave Ganay                   | Émile Lejeune                   |
| 1920      | Francis Pélissier   | Henri Ferrara                   | Marcel Godard                   |
| 1921-1923 | non disputata       | non disputata                   | non disputata                   |
| 1924      | Alfredo Binda       | Blaise Ameduri                  | Joseph Curtel                   |
| 1925      | André Villevieille  | Jean Barthélémy                 | Benoît Faure                    |
| 1926      | José Pelletier      | Paul Tramier                    | Jean Hillarion                  |
| 1927      | Marcel Maurel       | François Menta                  | Serge Bellagamba                |
| 1928      | François Menta      | Benoît Faure                    | Antoine Ciccione                |
| 1929      | Georges Cuvelier    | Louis Bajard                    | Gaspard Rinaldi                 |
| 1930-1937 | non disputata       | non disputata                   | non disputata                   |
| 1938      | Oreste Bernardoni   | Louis Aimar                     | Dante Gianello                  |
| 1939      | Nello Troggi        | Fermo Camellini                 | Dante Gianello                  |
| 1940-1949 | non disputata       | non disputata                   | non disputata                   |
| 1950      | Marius Bonnet       | Antonin Canavese e Emile Rol    | Antonin Canavese e Emile Rol    |
| 1951      | Robert Bonnaventure | Jean Robic e Lucien Lazaridès   | Jean Robic e Lucien Lazaridès   |
| 1952      | Bernard Gauthier    | Gilbert Bauvin                  | 3 ciclisti ex æquo              |
| 1953      | Roger Hassenforder  | Antonin Rolland e Nello Lauredi | Antonin Rolland e Nello Lauredi |
| 1954      | Jean Dacquay        | Francis Siguenza                | Pierre Molinéris                |
| 1955      | Charly Gaul         | René Privat                     | Alfred De Bruyne                |
| 1956      | Jean Stablinski     | Pierre Gouget                   | Jean-Pierre Schmitz             |
| 1957      | Jean Graczyk        | Louis Rostollan                 | Norbert Verougstraete           |
| 1958      | Bernard Gauthier    | Emmanuel Busto                  | Roger Walkowiak                 |
| 1959      | René Privat         | Raymond Mastrotto               | René Pavard                     |
| 1960      | Tom Simpson         | Stéphane Lach                   | Valentin Huot                   |
| 1961      | non disputata       | non disputata                   | non disputata                   |
| 1962      | Gérard Thielin      | René Privat                     | Raymond Mastrotto               |
| 1963      | Jean-Claude Lebaube | Raymond Poulidor                | Henry Anglade                   |
| 1964      | Jean-Claude Annaert | Joseph Groussard                | Victor Van Schil                |
| 1965      | Federico Bahamontes | Jan Janssen                     | Tom Simpson                     |
| 1966-1982 | non disputata       | non disputata                   | non disputata                   |
| 1983      | Jean-Marie Grezet   | Michel Laurent                  | Pascal Simon                    |